# Verksamhetsbaserad arkivredovisning

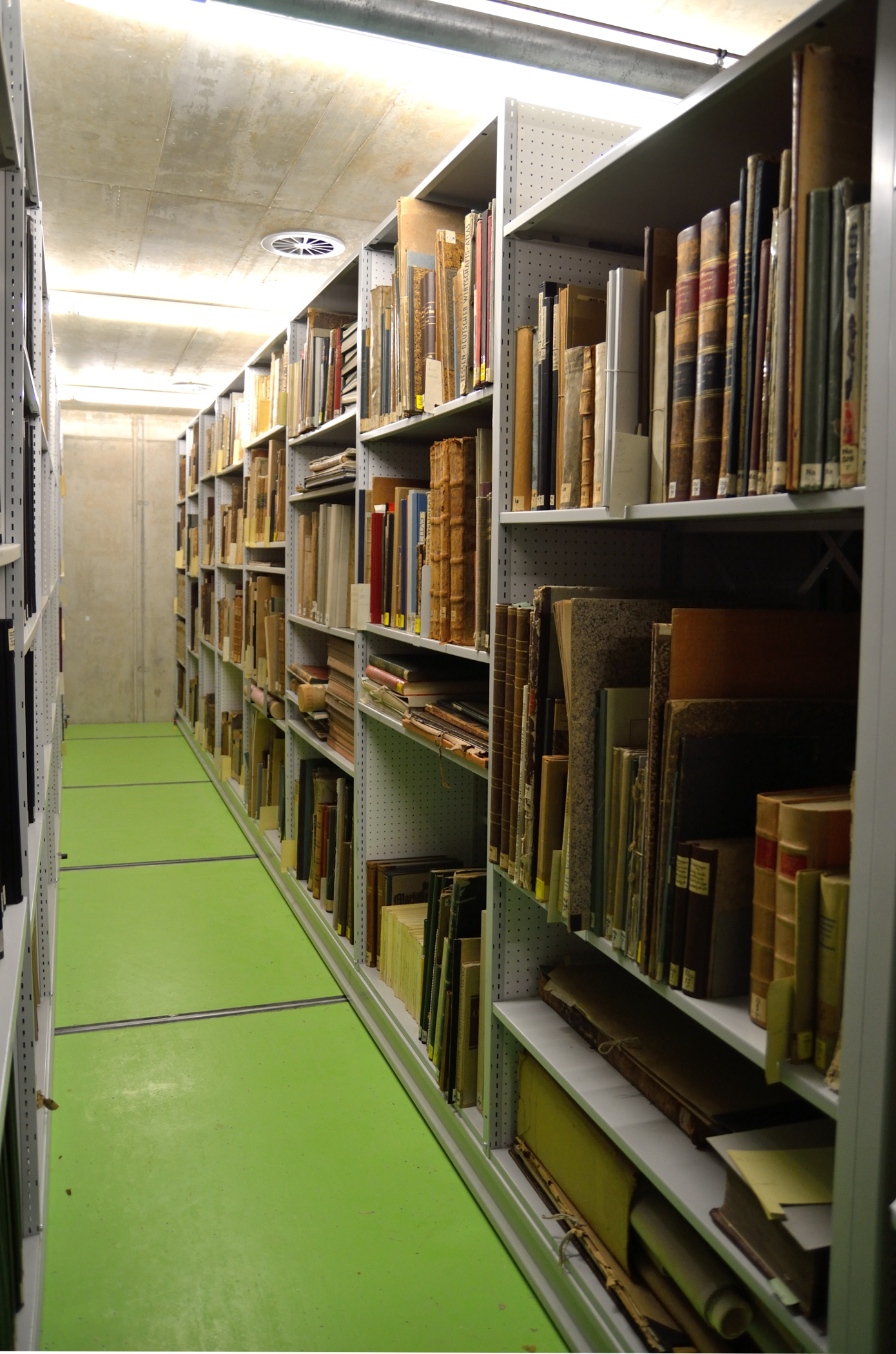
Ett arkiv

Verksamhetsbaserad arkivredovisning är ett sätt att redovisa handlingar i Sverige som infördes av Riksarkivet 2008 (RA-FS 2008:4). Från och med 1 januari 2013 ska alla Sveriges statliga myndigheter ha övergått till det nya redovisningssättet. Tidigare har Allmänna arkivschemat använts för att redovisa handlingar i Sverige.

## Arkivredovisningen
Verksamhetsbaserad (eller processbaserad) arkivredovisning innebär en informationsredovisning istället för arkivredovisning. Syftet med detta är att ge en bättre återspegling av myndigheters verksamhet.  Detta underlättar i sin tur återsökningar i arkivet av allmänheten och för framtida forskningsbehov.
Till skillnad från allmänna arkivschemat som främst handhar avställda dokument, behandlar verksamhetsbaserad arkivredovisning även aktuella handlingar vilket möjliggör att få en överblick över handlingsbeståndet och hjälper till i det administrativa arbetet i att söka, hantera och förvalta handlingar.
För informationsredovisningen behövs en klassificeringsstruktur. Denna ger en överblick över verksamhetens/myndighetens uppdrag. I klassificeringsstrukturen finns processbeskrivningar (dessa beskriver vad myndigheten gör). Dessa processer delas i sin tur upp i flera undergrupper ned till minsta dokument.

## Begrepp
I den processorienterade arkivredovisningen finns bland andra dessa begrepp definierade:
- Aktivitet – led i en process.
- Databärare – fysiskt underlag för handlingar.
- Förvaringsenhet – mängd av handlingar som avgränsas genom sitt förvar.
- Handlingsslag – mängd av handlingar som tillkommer genom att en process genomförs upprepat.
- Handlingstyp – handling som tillkommer genom att en aktivitet genomförs upprepat.
- Klassificeringsstruktur – struktur som representerar verksamheten, och som används för klassificering av handlingsslag.
- Process – avgränsad följd av aktiviteter som förekommer upprepat i verksamheten.
- Strukturenhet – del av klassificeringsstruktur.